# Raps
Raps (Brassica napus ssp. napus) är en oljeväxt med karakteristiskt gula blommor. Nära besläktad med växter som kål, kålrot (Brassica napus) och rybs.

## Biologi
Raps är framkommen genom en spontan korsning av rova och kål i naturen. En variant av raps är rybs, efter fornhögtyskans ord för rova och frö. Ett äldre namn för rapsolja är rovolja; i äldre tid användes rapsolja främst för belysningsändamål i rovoljelampor.
Raps finns i två varianter, höst-(vinter-)raps och vår-(sommar-)raps, beroende på årstiden då de sås. Höstraps blommar i maj medan vårraps blommar i juni. Skörden sker i slutet av juli eller i början av augusti. Vårrapsen är härdigare och kräver mindre gödning, medan höstrapsen ger betydligt högre skörd och har högre oljehalt. Av de två är höstrapsen idag den vanligaste i Sverige. Oljan som pressas eller extraheras ur rapsväxtens små svarta fröer kan användas dels som matolja, dels som bränsle. Raps är globalt den tredje viktigaste oljeväxten, efter sojaböna och oljepalm. Det mjöl som är restprodukt av pressningen används i djurfoder.  
Raps producerar nektar och pollen och är attraktiv för insekter som födosöker i blommorna. Blommorna är till viss del självfertila, men kan gynnas av korspollinering. Pollinering sker via gravitation, vind och insekter. Insektspollinering kan öka skörden, men effekten är sortberoende.

## Produktion
| Nr                                                                    | Område                 | Produktion (ton) | Andel (%) |
| --------------------------------------------------------------------- | ---------------------- | ---------------- | --------- |
| 1                                                                     | Kanada                 | 20 342 600       | 27,12     |
| 2                                                                     | Kina                   | 13 281 200       | 17,71     |
| 3                                                                     | Indien                 | 8 430 000        | 11,24     |
| 4                                                                     | Frankrike              | 4 945 589        | 6,59      |
| 5                                                                     | Australien             | 3 893 071        | 5,19      |
| 6                                                                     | Tyskland               | 3 670 600        | 4,89      |
| 7                                                                     | Ukraina                | 2 750 600        | 3,67      |
| 8                                                                     | Polen                  | 2 203 869        | 2,94      |
| 9                                                                     | Storbritannien         | 2 012 000        | 2,68      |
| 10                                                                    | Ryssland               | 1 988 697        | 2,65      |
| 11                                                                    | USA                    | 1 644 170        | 2,19      |
| 12                                                                    | Rumänien               | 1 610 907        | 2,15      |
| 13                                                                    | Tjeckien               | 1 410 769        | 1,88      |
| 14                                                                    | Ungern                 | 999 711          | 1,33      |
| 15                                                                    | Danmark                | 489 124          | 0,65      |
|                                                                       | Total världsproduktion | 75 001 459       | 100,00    |
| Källa: FN:s livsmedels- och jordbruksorganisation:s data för år 2018. |                        |                  |           |

### Internationellt
Raps odlas främst i Asien, Europa och Nordamerika. Under perioden 2003–2012 var Kanada (22 procent), Kina (22 procent) och Indien (10 procent) de största producentländerna. Därefter följde då Frankrike (8 procent), Tyskland (7 procent) och Australien (5 procent). I statistiken för raps(olje)produktion ingår ofta även rybs.

### I Sverige
Sverige har betydande odling av raps. Under perioden 2003–2012 hade man 0,4 procent av världsproduktionen.
Totalskörden av höstraps i Sverige har sedan höst- och vårraps började särredovisas år 1953 varierat mellan 12 720 ton år 1956 och 240 790 ton år 1990. Totalskörden av vårraps har oftast varit betydligt mindre och skörden har varierat mellan 3 910 ton år 1959 och 123 240 ton år 1984. På Jordbruksverkets webbplats publiceras årligen statistik om hektar- och totalskördar av raps i det Statistiska meddelandet JO 16 SM Skörd av spannmål, trindsäd, oljeväxter, potatis och slåttervall.
Den areal som odlats med höstraps i Sverige har varierat mellan 19 626 hektar år 1999 och 84 598 hektar år 1990. Vårraps har odlats på som minst 12 112 hektar år 2000 och som mest 65 488 hektar år 1986. På Jordbruksverkets webbplats publiceras årligen statistik om arealen som odlas med raps i det Statistiska meddelandet JO 10 SM Jordbruksmarkens användning. I Eurostats databas publiceras statistik om skörd och areal av oljeväxter i Europa under kategorin Agriculture och underkategorin Agricultural production. I FAO:s databas publiceras statistik om skörd och areal av raps i världen under kategorin Production och underkategorin Crops.

## Användningsområden

### Rapsolja
Rapsolja kan utvinnas genom pressning av rapsfrön som innehåller ungefär 45% fett.Oljan raffineras och i vissa fall hydreras efter utvinning för att kunna användas i livsmedelsproduktion.  Rapsolja används främst i tillverkning av margarin, matolja och specialfetter. Rapsolja har även använts som belysningsmedel och smörjmedel. Erukasyra är ett ämne som rapsväxten innehåller naturligt. På grund av misstankar om att erukasyra är farligt för hjärtat har erukasyra nästan helt eliminerats från dagens rapsolja. Vid produktion av livsmedel bör rapskakan som används vara en restprodukt av kallpressad rapsolja för att proteinet inte ska ha denaturerats vid tillverkningen av rapsolja. Vid tillverkning av varmpressad rapsolja upphettas rapsväxten och genomgår en ångbehandling. Sedan början av 1990-talet används även rapsolja som beståndsdel i vissa drivmedel. Rapsolja förestras med metanol för att framställa rapsmetylester (RME). Rapsmetylester kallas även för biodiesel och används som drivmedel i dieselfordon. 

### Livsmedel
Vid tillverkning av rapsolja används en tredjedel av fröna till rapsolja och resterande av rapsfröna bildar en restprodukt. Denna restprodukt bildar rapskakor som innehåller ca 30% protein. Aminosyrasammansättningen för rapsprotein är jämförbar med animaliska protein då den är mer komplett än andra vegetabiliska livsmedel. Dessa aminosyror innefattar främst olika svavelhaltiga aminosyror samt höga halter av lysin och metionin.  Strukturproteinet oleosin ingår även i rapsprotein vilket medför en saftig och bra konsistens på livsmedlet.

#### Glukosinolater
Glukosinolater är naturligt förekommande ämnen i växtsläktet korsblommiga växter,  Brassicaceae, där bland annat kål, broccoli, blomkål och raps ingår. Dessa glukosinolater är viktiga aromämnen och koncentrationen är störst i växternas fröer. Glukosinolater kan även ge upphov till giftiga spaltprodukter som tiocyanater, goitrin och nitriler. Dock utgör dessa produkter normalt inte någon fara vid konsumtion men kan ge en bitter och oangenäm smak i livsmedel.  Vid användning av raps som djurfoder samt livsmedel är det önskvärt med låga halter av glukosinolater. Genom växtförädling har en ny typ av raps, dubbellåg raps, tagits fram. Denna sort odlas främst idag för konsumtion och används till både rapsolja och som restprodukt till foder och livsmedel.

### Biodiesel
Biodiesel är ett biologiskt alternativ till den fossila dieseln. I Sverige används raps- och rybssolja i störst utsträckning vid produktion av biodiesel.Framställning av bränslet sker genom att vegetabiliska eller animaliska oljor förestras eller omförestras. När rapsolja förestras bildas rapsoljemetylester (RME) som även kallas rapsdiesel. Biodiesel går att använda både i ren form och i blandning med petroleumbaserad dieselolja. Ren biodiesel används vanligtvis endast i tyngre fordon såsom lastbilar och bussar. Ren biodiesel med 100% rapsoljemetylester kallas för B100.

## Sjukdomar
Oljeväxter, som raps, solros och vallmo kan angripas av diverse svampar och parasiter. Dessa svampar och parasiter orsakar flera olika sjukdomar som kan skada hela skördar eller växtens blad och stjälkar. Mjöldagg är en parasit som angriper bland annat rapsväxtens stjälkar, blad och skidor. Vid svåra angrepp kan hela växten täckas av mycel. Gråmögel, Botrytis cinerea, är en svampart som kan angripa rapsväxten och bilda ett grått mögelludd av mycel och sporer. Plantan behöver oftast redan ha en form av skada för att gråmögel ska kunna angripa den, detta då svampen inte är en särskilt aggressiv parasit. Vanligtvis uppstår angreppen på skadade skidor hos växten.  Andra svampsjukdomar som kan uppstå hos oljeväxter är även ljus bladfläcksjuka, svartfläcksjuka, kransmögel och bomullsmögel.

## Bildgalleri

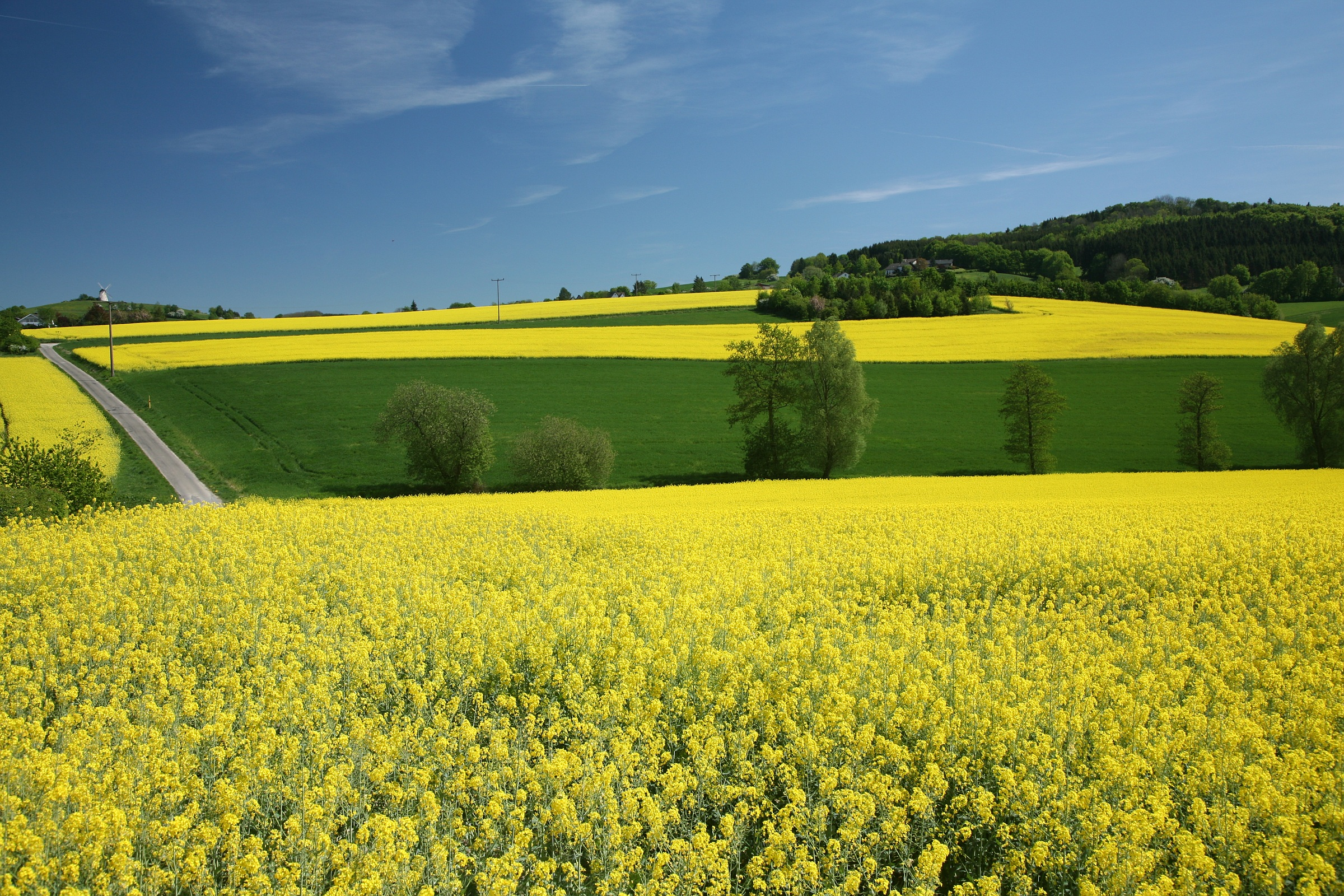
Rapsåker i Tyskland
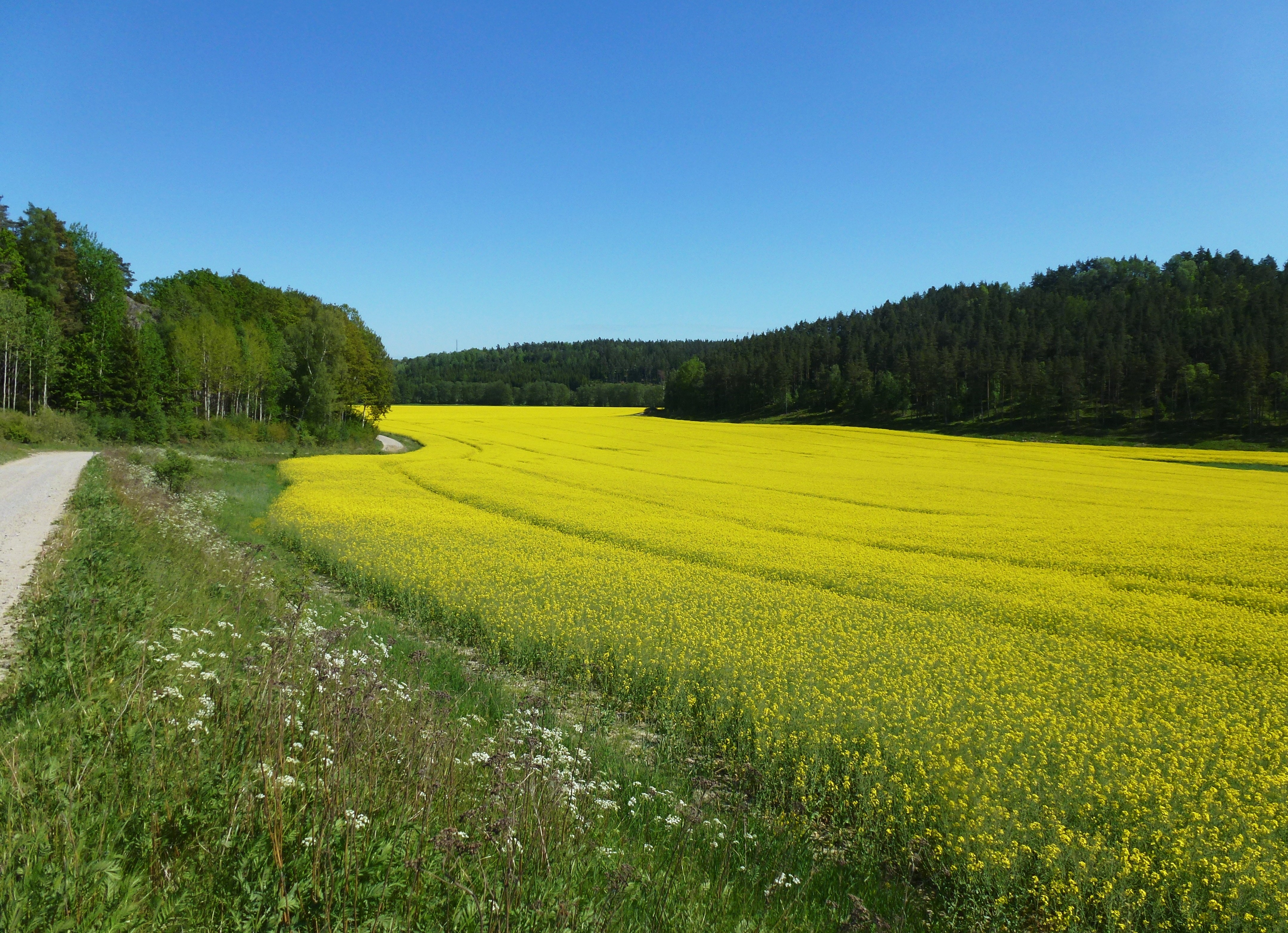
Rapsfält vid Kagghamra gård
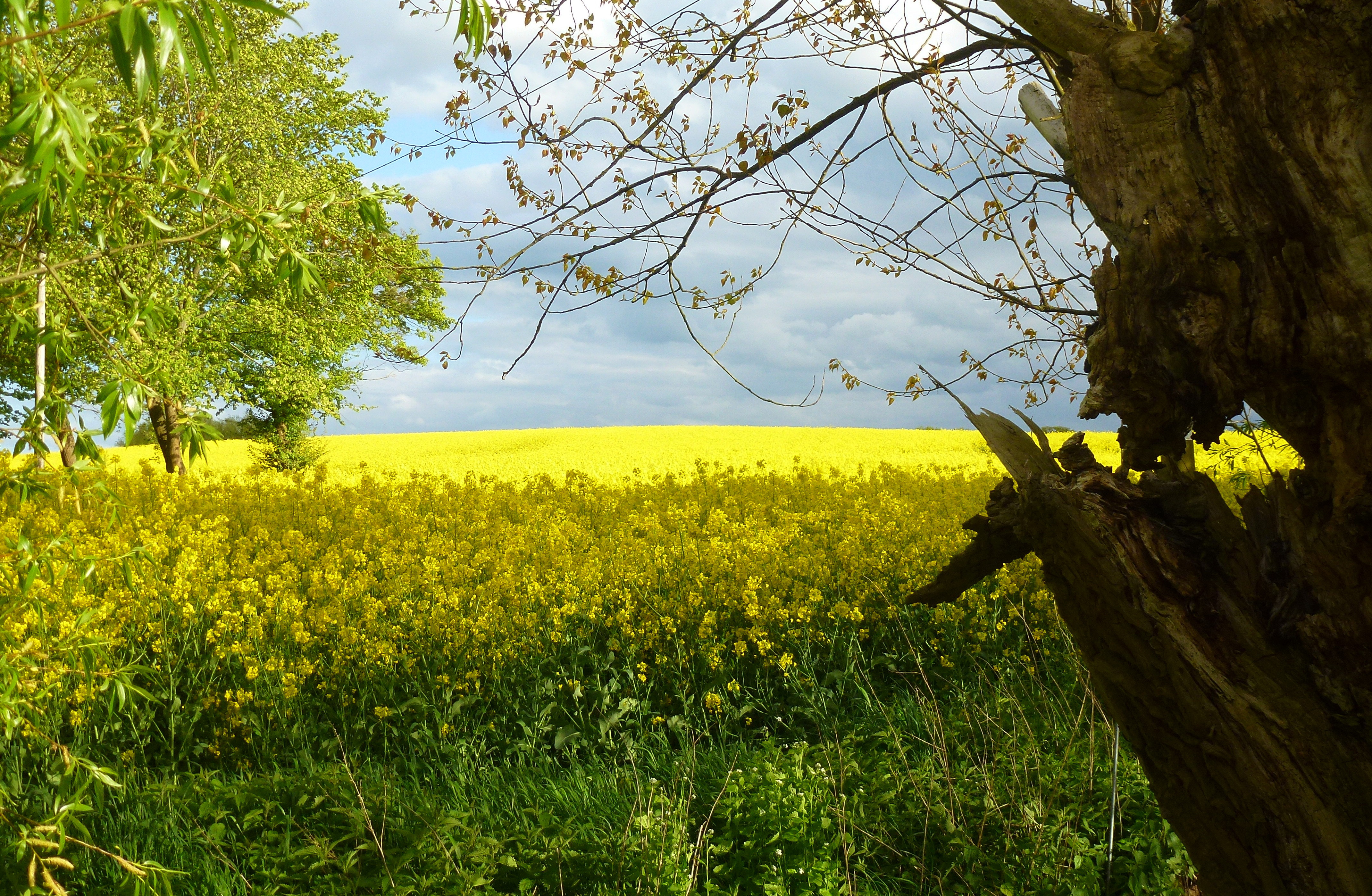
Rapsfält i Schleswig-Holstein
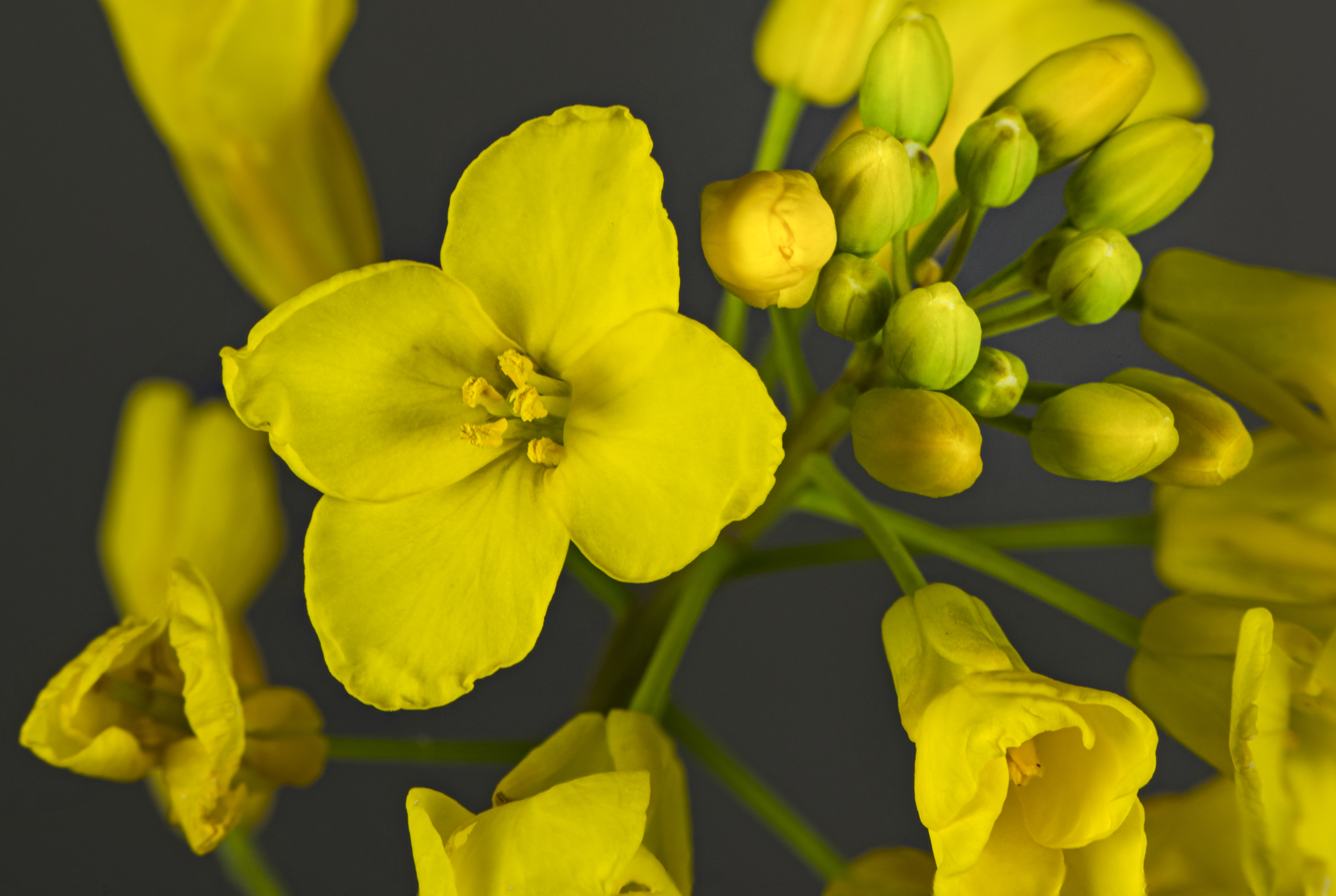
Närbild på rapsblomma